# La Loche River (Peter Pond Lake)
Der La Loche River ist ein 62 km langer Zufluss des Peter Pond Lake in der kanadischen Provinz Saskatchewan.

## Verlauf
Der La Loche River verläuft im Nordwesten von Saskatchewan in der Quellregion des Churchill River. Der La Loche River bildet den Abfluss des 446 m hoch gelegenen etwa 201 km² großen Sees Lac La Loche. Der Ausfluss liegt 8,5 km südlich der Gemeinde La Loche. Der La Loche River fließt anfangs nach Süden, später nach Südosten und mündet schließlich in das Nordufer des 421 m hoch gelegenen etwa 791 km² großen Peter Pond Lake, der in den benachbarten Churchill Lake entwässert, dem offiziellen Startpunkt des Churchill River. Etwa 8 Kilometer unterhalb vom Ausfluss aus dem Lac La Loche überquert der Highway 956, der vom Highway 155 nach Garson Lake abzweigt, den La Loche River. Der Kimowin River, der einzige größere Nebenfluss, trifft bei Flusskilometer 15 von Westen kommend auf den La Loche River. Das Einzugsgebiet des La Loche River beträgt etwa 3500 km².